# SINGING, DREAMING, NOW!
「SINGING, DREAMING, NOW!」（シンギング・ドリーミング・ナウ）は、虹ヶ咲学園スクールアイドル同好会によるシングル。2023年6月23日にLantisから先行発売され、7月5日に一般発売された。

## 背景
前作「KAGAYAKI Don't forget!」から約2週間ぶりとなるシングルで、OVA『ラブライブ！虹ヶ咲学園スクールアイドル同好会 NEXT SKY』のエンディング主題歌&エンドロールテーマシングルとして、虹ヶ咲学園スクールアイドル同好会が担当する。また、優木せつ菜役の楠木ともりが2023年3月31日を以て虹ヶ咲のメンバーから降板し、4月1日より林鼓子に交代したため、テレビアニメシリーズの主題歌としては、林が参加した最初の作品となった。
C/W曲である「Wawawa☆What's up!」は、エンドロールで使用されており、「あなたのがんばったこと＆がんばりたいこと発表会」の一部が紹介される。

## ディスクジャケット
エンディング映像は、『ラブライブ！虹ヶ咲学園スクールアイドル同好会』（第2期）のエンディングテーマである「夢が僕らの太陽さ」に引き続き、テレビアニメ『少女☆歌劇 レヴュースタァライト』のエンディングを手がけためばちが担当した。

## リリース
2023年6月23日にLantisから、劇場公開にあわせて先行リリースが行われ、7月5日に一般リリースされた。
初回生産特典として、『ラブライブ！虹ヶ咲学園スクールアイドル同好会 6th Live! I love You ⇆ You love Me 愛知公演 DAY.2』のチケット最速先行抽選申込券とスマートフォンゲーム『ラブライブ！スクールアイドルフェスティバル2 MIRACLE LIVE!』で利用できるシリアルコードがそれぞれ封入されている。

## チャート成績
2023年7月17日付のオリコン週間シングルランキングでは5位にランクインした。

## 収録曲
| #         | タイトル                               | 作詞      | 作曲・編曲             | 時間  |
| --------- | -------------------------------------- | --------- | ---------------------- | ----- |
| 1.        | 「SINGING, DREAMING, NOW!」            | 畑亜貴    | Carlos K. 今川トモミチ | 4:46  |
| 2.        | 「Wawawa☆What's up!」                  | miyakei   | Keisuke Koyama         | 3:53  |
| 3.        | 「SINGING, DREAMING, NOW!」(Off Vocal) |           |                        | 4:46  |
| 4.        | 「Wawawa☆What's up!」(Off Vocal)       |           |                        | 3:51  |
| 合計時間: | 合計時間:                              | 合計時間: | 合計時間:              | 17:16 |

## タイアップ
| # | 曲名                        | タイアップ                                                                     |
| - | --------------------------- | ------------------------------------------------------------------------------ |
| 1 | 「SINGING, DREAMING, NOW!」 | OVA『ラブライブ！虹ヶ咲学園スクールアイドル同好会 NEXT SKY』エンディングテーマ |
| 2 | 「Wawawa☆What's up!」       | OVA『ラブライブ！虹ヶ咲学園スクールアイドル同好会 NEXT SKY』エンドロールテーマ |

### ユニットメンバー
1. 1 2 3 4  上原歩夢（大西亜玖璃）、中須かすみ（相良茉優）、桜坂しずく（前田佳織里）、朝香果林（久保田未夢）、宮下愛（村上奈津実）、近江彼方（鬼頭明里）、優木せつ菜（林鼓子）、エマ・ヴェルデ（指出毬亜）、天王寺璃奈（田中ちえ美）、三船栞子（小泉萌香）、ミア・テイラー（内田秀）、鐘嵐珠（法元明菜）